# Torrenova
Torrenova é uma comuna italiana da região da Sicília, província de Messina, com cerca de 3.691 habitantes. Estende-se por uma área de 12,98 km², tendo uma densidade populacional de 284.36 hab/km². Faz fronteira com Capo d'Orlando, Capri Leone, Militello Rosmarino, San Marco d'Alunzio, Sant'Agata di Militello.

## Demografia
| Variação demográfica do município entre 1861 e 2011                               |
|                                                                                   |
| Fonte: Istituto Nazionale di Statistica (ISTAT) - Elaboração gráfica da Wikipedia |